# Canthigaster valentini

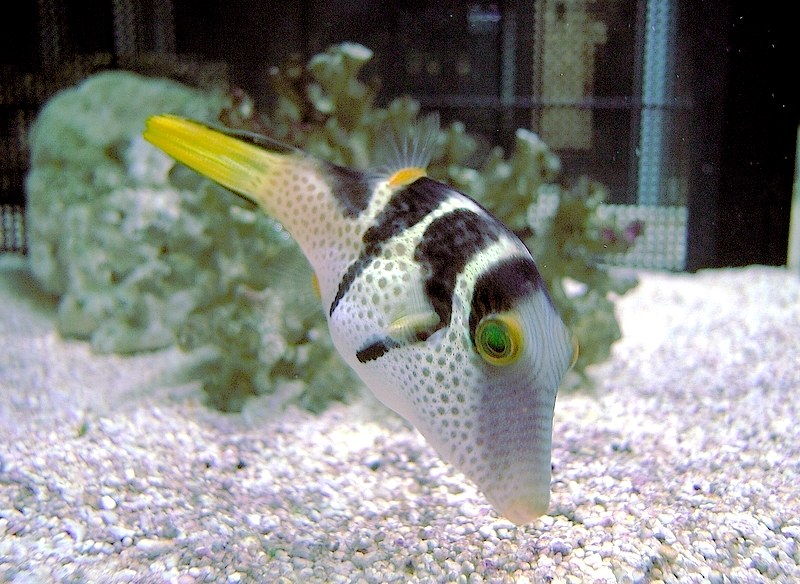
Exemplar del Suma Aqualife Park de Kobe

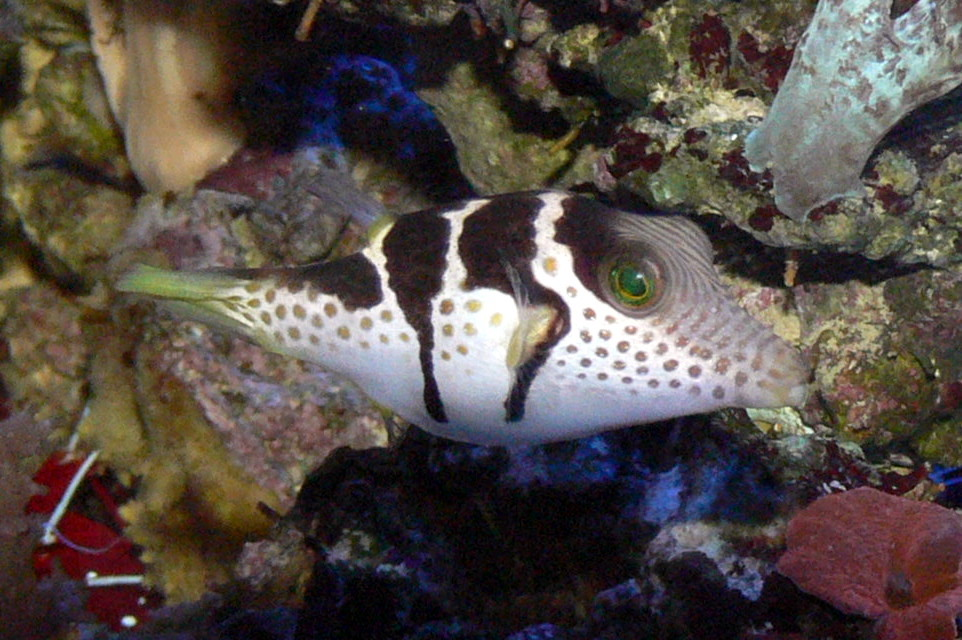
Canthigaster valentini

Canthigaster valentini és una espècie de peix de la família dels tetraodòntids i de l'ordre dels tetraodontiformes.

## Morfologia
- Els mascles poden assolir 11 cm de longitud total.[1]

## Alimentació
Menja algues, tunicats, coralls, poliquets, equinoderms, mol·luscs i briozous.

## Hàbitat
És un peix marí, de clima tropical i associat als esculls de corall que viu entre 1-55 m de fondària.

## Distribució geogràfica
Es troba des del Mar Roig fins a Durban (Sud-àfrica), les Tuamotu, el sud del Japó i l'illa de Lord Howe.

## Costums
Són territorials i formen harems.

## Observacions
No es pot menjar, ja que és verinós per als humans.